# Partito Centrista Islamico
Il Partito Centrista Islamico  (in arabo:حزب الوسط الاسلامي, Hizb Al-Wasat Al-Islamiy) è un Partito politico in Giordania. Il partito è stato registrato  ufficialmente dal governo giordano nel dicembre 2001. Con l'introduzione di nuove regole riguardo ai partiti politici, il partito è stato ri-registrato nel 2008.

## Politiche
il Partito Centrista Islamico promuove riforme sociali, politiche ed economiche conformi sulle leggi islamiche.
il partito mira ad attirare i membri della religione islamica. Ciò nonostante, è indipendente dai Fratelli Musulmani. Il partito supporta una forma moderata dell'Islam e critica le ideologie religiose estreme che non supportano il pluralismo e promuovono la violenza. Il partito si considera un partito islamico più moderato del Fronte d'Azione Islamica.
il Partito Centrista Islamico mira a rafforzare la democrazia in Giordania. Il partito propone il pluralismo, la separazione dei poteri e la libertà di stampa. Propone anche il rafforzamento della partecipazione femminile in Giordania. Infine, il partito è inflessibile sulla creazione dello Stato palestinese.

## Rappresentanza
il partito ha avuto due suoi membri nel parlamento giordano tra il 2003 e il 2007. Al 2009, il partito aveva suoi membri all'interno di tutti i consigli municipali in Giordania.
In seguito alle elezioni generali giordane del 2013, il partito è divenuto il più numeroso in parlamento.